# 瑟堡
瑟堡（法語：Cherbourg，法語發音：[ʃɛʁbuʁ] ⓘ）是法国芒什省的一个旧市镇，也是该省原副省会，曾下辖瑟堡区。2000年，瑟堡与市镇奥克特维尔合并为市镇瑟堡-奥克特维尔（其接替瑟堡成为该省副省会）。2016年，瑟堡-奥克特维尔与临近的4个市镇合并为新市镇科唐坦地区瑟堡（其接替瑟堡-奥克特维尔成为该省副省会）。

## 地理
瑟堡（49°38'N, 1°36'W）面积6.91 平方千米，位于法国诺曼底大区芒什省，该省份为法国西北部沿海省份，西、北、东北三面环大西洋，东起顺时针与卡爾瓦多斯省、奧恩省、马耶讷省和伊勒-维莱讷省接壤。
瑟堡的时区为UTC+01:00、UTC+02:00（夏令时）。

## 行政
瑟堡的邮政编码为50100，INSEE市镇编码为50129。

## 人口
瑟堡于1999年时的人口数量为25370人。